# Marvel Mangaverse
Marvel Mangaverse est une ligne de comics influencée par l'animation et le manga de la firme Marvel Comics. En 2002, C. B. Cebulski lance ce projet en publiant des comic books se déroulant dans une réalité alternative, le Mangaverse. Le but est d’attirer les lecteurs de manga vers les comics Marvel avec des histoires de personnages Marvel en version manga,.
En mars 2002, Marvel Comics publie huit one-shots titrés Marvel Mangaverse et sous-titrés Avengers Assemble!, Eternity Twilight, Fantastic Four, Ghost Riders, New Dawn, Punisher, Spider-Man et X-Men. Le succès des ventes permet la publication d'une mini-série mensuelle de six comic books intitulée Marvel Mangaverse qui débute en juin 2002. Avec la sortie du film X-Men 2 en 2003, Marvel Comics lance plusieurs séries dont la mini-série de cinq numéros X-Men: Ronin centrée sur les aventures des X-Men du Marvel Mangaverse. En 2006, une nouvelle mini-série mensuelle de cinq numéros est publiée et s'intitule New Mangaverse. En France, les histoires du Marvel Mangaverse sont publiées dans les numéros 4, 5, 8, 9 et 10 dans la revue Marvel Manga.

## One-shots
Avec l'aide de Ben Dunn (en), patron de Antarctic Press, C. B. Cebulski fait appel à plusieurs artistes américains pour les huit one-shots de mars 2002. Deux d'entre eux, New Dawn et Eternity Twilight lient les comics entre eux. Les six autres s'insèrent dans l'histoire générale mais peuvent être lus de manière indépendante,.
L'organisation terroriste HYDRA pousse Namor, le prince des mers et chef des Atlantes, à faire la guerre aux humains. L'attaque de son armée d'Atlantes contre Stark Island provoque la transformation du savant Bruce Banner en Hulk, le colosse vert. Ce dernier est alors incontrôlable et menace New York. Les Quatre Fantastiques, les Vengeurs, les Ghost Riders, les X-Men, le Punisher et Spider-Man se réunissent pour contrer à la fois Hulk, Namor et l'HYDRA.

## Mini-série
La mini-série mensuelle de comic books Marvel Mangaverse débute en juin 2002. Elle est scénarisée par Kevin Gunstone et Ben Dunn, ce dernier est également le dessinateur. Elle se compose de six numéros :
- "Hungry Planet", Marvel Mangaverse #1 (juin 2002)
- "The Galactus Syndrome", Marvel Mangaverse #2 (juillet 2002)
- "The Evil Entity", Marvel Mangaverse #3 (août 2002)
- "Liberty's Doom" Part One, Marvel Mangaverse #4 (septembre 2002)
- "Liberty's Doom" Part Two, Marvel Mangaverse #5 (octobre 2002)
- "Liberty's Doom" Part Three, Marvel Mangaverse #6 (novembre 2002)

## X-Men: Ronin
Avec la sortie du film X-Men 2, Marvel Comics lance plusieurs titres sur les X-Men dont la mini-série de cinq numéros X-Men: Ronin scénarisée par J. Torres et dessinée par Makoto Nakatsuka.
Les X-Men composés de Wolverine, Tornade, Cyclope et Jean Grey affronte le Club des Damnés composé des télépathes Charles Xavier, Emma Frost et Sage. Ils combattent également Hanshi, une force de police ayant pour membre Feu du Soleil et le Samourai d'argent.

## New Mangaverse
Scénarisée par C. B. Cebulski et dessinée par Tommy Ohtsuka, la mini-série New Mangaverse paraît en 2006. Elle est composée d'un seul arc narratif The Rings of Fate et de cinq numéros :
- "Blow by Blow", New Mangaverse #1 (mars 2006),
- "Trial by Fire", New Mangaverse #2 (avril 2006),
- "Moths to the Flame", New Mangaverse #3 (mai 2006),
- "Raising the Flag", New Mangaverse #4 (juin 2006),
- "Finale: Assuming Control", New Mangaverse #5 (juillet 2006).